# Jacob John
Jacob John (* 17. Februar 1674 in Hamburg; † 13. September 1727 ebenda) war ein deutscher Jurist und Hamburger Ratsherr.

## Leben
Nach seiner Schulbildung an der Gelehrtenschule des Johanneums in Hamburg, studierte John Jurisprudenz an der Universität Leipzig und an der Universität Kiel. Im Jahr 1695 promovierte er unter dem Vorsitz von Elias August Stryk zum Doktor der Rechte in Kiel.
John ließ sich nach seinem Studium als Advokat in Hamburg nieder. Am 1. April 1721 wurde er, als Nachfolger von Johann Langhans, zum Ratsherrn gewählt. Als solcher übernahm John verschiedene Ämter: Unter anderem war er Patron des Ämtergerichts, Mitglied der Deputation, welche sich mit der Vorhökerei befasste, sowie Ratsdeputierter am Werkzoll, welcher zur Unterhaltung des Leuchtturmes auf der Insel Neuwerk erhoben wurde, und am Herrenzoll.
Ratsherr John wohnte auf dem Kehrwieder in Hamburg.

## Familie
John war ein Sohn des Zuckerbäckers Jacob John (1645–1719). Im Jahr 1696 heiratete er Catharina Elisabeth Rieve (1678–1723), Tochter des Zuckerbäckers Johann Andreas Rieve († 1714). Von seinen Töchtern heiratete Elisabeth (1702–1745) im Jahr 1725 den Hamburger Bürgermeister Nicolaus Schuback (1700–1783) und Anna Katharina (1711–1733) wurde 1729 die Ehefrau des Oberalten Martin Bernhard Printz († 1766).

## Werke
- Exercitium legale de domicilii mutatione. Joachim Reumann, Kiel 1695, OCLC 247101182 (Digitalisat auf den Seiten der Sächsischen Landesbibliothek – Staats- und Universitätsbibliothek Dresden).
- Disputatio inauguralis de apprehensione debitoris fugitivi. Joachim Reumann, Kiel 1695, OCLC 255841184 (Digitalisat auf den Seiten der Niedersächsischen Staats- und Universitätsbibliothek Göttingen).